# Dmitri Iwanowitsch Pawluzki
Dmitri Iwanowitsch Pawluzki (russisch Дмитрий Иванович Павлуцкий, * in Tobolsk, Russisches Kaiserreich; † 14. Märzjul. / 25. März 1747greg. bei Anadyrski Ostrog, Tschukotka, russischer Ferner Osten) war ein russischer Offizier und Entdecker. Er führte in der ersten Hälfte des 18. Jahrhunderts mehrere Kriegszüge der Russen zur Unterwerfung indigener sibirischer Völker und starb im Kampf gegen die Tschuktschen.

## Leben
Dmitri Pawluzki entstammte einem polnischen Adelsgeschlecht, dessen Ahnherr Jan Pawluzki 1622 nach Sibirien gekommen war. Er wurde 1727 im Rang eines Hauptmanns an der Spitze von 400 Kosaken von Tobolsk in den Fernen Osten geschickt, um Tschukotka dem Russischen Kaiserreich einzuverleiben und die Tschuktschen zu unterwerfen. Die Militäraktion, die unter der Führung des jakutischen Kosaken Afanassi Schestakow stand, war zunächst wenig erfolgreich, auch weil Schestakow und Pawluzki unabhängig voneinander operierten. Während Pawluzki einen Teil der Kräfte im Anadyrski Ostrog konzentrierte, zerstörte Schestakow mit Schiffen aus Ochotsk kommend einige Siedlungen der Einheimischen. Am 14. März 1730 wurde Schestakow jedoch in der Schlacht an der Egatsche (heute Schestakowa) von Tschuktschen getötet. Im Frühjahr 1731 marschierte Pawluzki auf die Tschuktschen-Halbinsel und schlug die Tschuktschen in drei Gefechten. 1732 richteten sich die Aktionen der russischen Truppen auch gegen die Korjaken und erneut gegen die Tschuktschen. Obwohl er mit äußerster Brutalität gegen die Unterlegenen vorging, die Siedlungen verbrannte, die Männer tötete, Frauen und Kinder versklavte und den Tschuktschen und Korjaken mit den Rentierherden die wirtschaftliche Grundlage ihrer Existenz nahm, konnte er nicht erreichen, dass sie sich den Russen unterwarfen. Am Ende des Jahres wurde er nach Jakutsk beordert. 1733 wurde er dort zum Major befördert.
Anschließend wurde Pawluzki zur Unterstützung Wassili Merlins nach Kamtschatka kommandiert, wo bereits 1731 ein Aufstand der Itelmenen ausgebrochen war. Es gelang, den Aufstand zu beenden, auch indem den Kosaken verboten wurde, Einheimische als Sklaven zu nehmen. Aktiv unterstützte Pawluzki die Hinwendung der Itelmenen zu Ackerbau und Viehzucht und führte die ersten Rinder ein.
Von 1740 bis 1742 war Pawluzki Woiwode in Jakutsk. 1742 wurde er erneut nach Tschukotka kommandiert, um auf der Seite der Korjaken in deren kriegerische Auseinandersetzungen mit den Tschuktschen einzugreifen. Nach anfänglichen Erfolgen unterlagen die Russen den Tschuktschen am 14. März 1747 südlich von Markowa an der Mündung der Orlowa. Pawluzki und der Großteil seiner Männer wurden getötet. In der Folgezeit, insbesondere nach der Thronbesteigung Katharinas II. im Jahr 1762, verzichteten die Russen darauf, militärisch gegen die Tschuktschen vorzugehen. 1766 gaben sie den Anadyrski Ostrog auf. 1778 wurde ein Friedensvertrag geschlossen, der den Tschuktschen eine weitgehende Autonomie sicherte.
Dmitri Pawluzkis Kriegszüge brachten den Russen auch neue Kenntnisse über die Geographie des Fernen Ostens. Mehrere Karten des Gebiets gehen auf ihn zurück.
Die ethnografische Jesup North Pacific Expedition sammelte um 1900 Legenden und Gesänge der Tschuktschen. Dabei zeigte sich, dass die Erinnerung an Pawluzki inzwischen tief in der Folklore der Tschuktschen verankert war. In den Legenden, die von einem rücksichtslosen und aufgrund seiner eisernen Kettenrüstung schier unsterblichen Krieger berichten, trägt er den Beinamen „Jakunin“, was auf tschuktschisch „gnadenloser Mörder“ heißt.